# Shabba Ranks
Shabba Ranks (właśc. Rexton Rawlston Fernando Gordon, ur. 17 stycznia 1966 w Sturgetown, St. Ann, Jamajka) – jamajski wykonawca muzyki ragga/dancehall.

## Dyskografia
- 1988 Rappin' With the Ladies
- 1991 Just Reality
- 1991 Golden Touch
- 1991 Best Baby Father
- 1991 As Raw As Ever
- 1992 Rough And Ready Volume 1
- 1993 X-tra Naked
- 1993 Rough And Ready Volume 2
- 1995 A Mi Shabba
- 1998 Get Up Stand Up
- 1999 Shabba Ranks and Friends - składanka
- 2001 Greatest Hits (album) - składanka